# 下部ホテル
下部ホテル（しもべホテル）は山梨県南巨摩郡身延町上之平の下部温泉にあるホテルである。

## 歴史
1929年（昭和4年）に、現在のJR身延線の鉄道路線を施設した富士身延鉄道が下部温泉の付帯施設として開業した。
しかし、富士身延鉄道の経営が苦しく、1938年（昭和13年）に身延線が鉄道省に借り上げられると当ホテルも1939年（昭和14年）に陸軍省に徴収されホテル業は休止となり、千葉県にある国府台陸軍病院（現在の国立国際医療研究センター国府台病院）の療養所となっていた。
太平洋戦争終戦後に再びホテル業を再開。1980年（昭和55年）に現在の地上8階、客室数105室の建物が竣工した。

## 概要
- 温泉施設として12の浴場あり、2種類の泉質が楽しめる。
- 庭先に200本のクロマツとアカマツが植えられており、また周辺が山林に囲まれており野鳥が飛び交うため、バードウォッチングにも適している。
- 館内は温泉と和洋室の宿泊施設のほかにレストラン、宴会場、カラオケバー、土産物品店などがある。
- 2004年に下部温泉においても温泉偽装問題が発覚しているが、当ホテルが利用している源泉は問題となった源泉とは別のため問題はない。

## エピソード
- 新渡戸稲造や後藤新平などといった著名人が当ホテルに宿泊している。フロントには新渡戸稲造直筆の書が額に納められて飾られている。
- 石原裕次郎が右足首を骨折した際、温泉治療を受けるためまき子夫人と共に当ホテルの別館に1ヵ月半の間滞在、温泉による療養のほか仲間を呼びバーベキューを振舞うなどしていた。その別館は石原裕次郎本人によって裕林亭（ゆうりんてい）と名付けられ、本館には当時の様子が写された「裕次郎写真館」が設けられている。

## アクセス
- 身延線下部温泉駅から徒歩1分。
- 中部横断自動車道下部温泉早川インターチェンジから車で5分。
- 中央自動車道甲府南インターチェンジから車で50分。
- 新東名高速道路新清水インターチェンジから車で50分。
- 新東名高速道路新富士インターチェンジから車で60分。